# Rattus hoogerwerfi
Rattus hoogerwerfi — один з видів гризунів роду пацюків (Rattus).

## Поширення
Цей вид зустрічається в горах західної Суматри, Індонезія, у передгір'ях і верхніх схилах від 2500 до 3000 м. Цей вид зустрічається у верхньому гірському моховому лісі.

## Морфологічні особливості
Гризуни середнього розміру, завдовжки 165—196 мм, хвіст — 225—257 мм, стопа — 36 — 39 мм, вухо — 19 — 25 мм. Вага досягає 153 грамів.

## Зовнішність
Хутро дуже м'яке і довге. Загальний відтінок тіла коричнево-жовтий, густо посипаний довгими чорними волосками на спині. Задня частина ніг густо вкрита короткими темно-коричневими волосками. Сторони морди, де є чорні вібриси, сіруваті. Хвіст довший, ніж голова і тіло, біля основи чорнуватий, на кінці білий і з приблизно 10 лусочковими кільцями на сантиметр. Самиці мають пару грудних сосків і 3 пахових пари.

## Загрози та охорона
Незважаючи на те, що здається, немає ніяких серйозних загроз виду в даний час, йому потенційно загрожує втрата його середовища існування через вогонь. Він присутній у англ. Gunung Leuser National Park.